# Geocapromys
Geocapromys (Chapman, 1901) è un genere di roditori della famiglia dei Capromiidi.

## Descrizione

### Dimensioni
Al genere Geocapromys appartengono roditori di grandi dimensioni, con lunghezza della testa e del corpo tra 330 e 455 mm, la lunghezza della coda tra 35 e 64 mm e un peso fino a 2 g.

### Caratteristiche craniche e dentarie
Il cranio è simile a quello del genere Capromys ma con il ramo ascendente della mascella più largo.
Sono caratterizzati dalla seguente formula dentaria:

### Aspetto
Il corpo è robusto e ricoperto da una pelliccia corta che varia dal grigio-giallastro al nerastro. La testa è grande, le orecchie sono corte ed arrotondate. Gli artigli sono ridotti. La coda è corta circa un ottavo della testa e del corpo ed è cosparsa di corti peli.

## Distribuzione
Si tratta di grossi roditori terricoli diffusi attualmente in Giamaica e su alcune isole delle Bahamas.

## Tassonomia
Il genere comprende 2 specie viventi e 5 estinte.
- Geocapromys brownii
- Geocapromys columbianus†
- Geocapromys ingrahami
- Geocapromys megas†
- Geocapromys pleistocenicus†
- Geocapromys thoracatus†
- Geocapromys sp.indet.† vissuta sulle Isole Cayman